# Acutaspis ramirezi
Acutaspis ramirezi är en insektsart som beskrevs av Alfred Serge Balachowsky 1959. Acutaspis ramirezi ingår i släktet Acutaspis och familjen pansarsköldlöss.
Artens utbredningsområde är Colombia. Inga underarter finns listade i Catalogue of Life.